# Компьенский договор (867)

Королевство Бретань в IX веке

Компьенский договор (фр. traité de Compiègne) — мирный договор, заключённый в августе 867 года в Компьене королём Западно-Франкского государства Карлом II Лысым и правителем Бретани Саломоном.

## Предыстория
Мир между Карлом II Лысым и Саломоном, установленный Антраммским договором 863 года, продлился только несколько лет. Уже в конце 865 года бретонцы вместе с викингами разорили Ле-Ман, а в сентябре 866 года участвовали в сражении при Бриссарте, в котором погиб маркграф Нейстрии Роберт Сильный.
По свидетельству «Бертинских анналов» и «Нантской хроники», Саломон отверг все призывы к миру, обращённые к нему не только от лица Карла II Лысого и франкского духовенства, но и от лица папы римского Николая I. В ответ в 867 году король западных франков начал подготовку к походу в Бретань, запланировав тот на август. Одновременно с этим викинги, ранее союзники бретонцев, возобновили набеги на владения Саломона. Наилучшим выходом из этой ситуации правитель Бретани посчитал возобновление мирных отношений с королём Западно-Франкского государства.

## Договор
В течение некоторого времени между посланцами Карла II Лысого и Саломона шли активные переговоры об условиях встречи двух правителей. В результате после того как зять бретонского короля Паскветен получил от монарха Западно-Франкского королевства заложников, Саломон приехал в Компьень.
Встреча Карла II Лысого и Саломона состоялась 1 или 25 августа 867 года. По условиям заключённого между ними договора король Западно-Франкского государства передал правителю Бретани полуостров Котантен, входивший в состав Нейстрийской марки. Правителем этих земель с согласия Карла Ласого был назначен Паскветен. Под власть Саломона перешёл и Авраншен вместе с аббатством Святого Михаила, а также часть Анжу и Нормандские острова. В ответ Саломон подтвердил свои вассальные обязательства перед королём западных франков, обязавшись оказывать тому военную помощь против всех его врагов. В то же время, в договоре отсутствовали какие-либо упоминания о выплатах бретонцами дани Карлу Лысому.
После Компьенского договора территория Бретонского королевства достигла наибольших размеров, чем когда-либо прежде. Это позволило Саломону, формально оставаясь вассалом короля Западно-Франкского государства, титуловать себя «князем всей Бретани и большей части Галлии» (лат. «Gratia Dei totius Brittaniae magnaeque partis Galliarum Princeps»).
В то же время, находившиеся на приобретённых по договору землях епархии Кутанса и Авранша остались в подчинении Руанской митрополии, контролировавшейся правителями Западно-Франкского королевства.

## Последствия
Уже в 868 году как сюзерен Саломона король Карл II Лысый послал войско во главе со своим сыном Карломаном оказать помощь бретонцам в войне с викингами. По свидетельству «Бертинских анналов», тогда же Карломан от имени отца передал Саломону инсигнии в знак признания за тем королевского титула.
Несмотря на постоянную напряжённость в отношениях Карла II Лысого и Саломона, мир между франками и бретонцами, установленный Компьенским договором, продлился до убийства короля Бретани в 874 году.